# (2833) Radishchev
(2833) Radishchev est un astéroïde de la ceinture principale.

## Description
(2833) Radishchev est un astéroïde de la ceinture principale. Il fut découvert le 9 août 1978 à Nauchnyj par Nikolaï Tchernykh et Lioudmila Tchernykh. Il présente une orbite caractérisée par un demi-grand axe de 2,88 UA, une excentricité de 0,07 et une inclinaison de 1,3° par rapport à l'écliptique.

## Compléments